# Bulbophyllum cariniflorum
Bulbophyllum cariniflorum là một loài phong lan thuộc chi Bulbophyllum.